# Guasipati
Guasipati – miasto w Wenezueli, w stanie Bolívar.